# Distretto di San José de Ticllas
Il distretto di San José de Ticllas è uno dei quindici distretti della provincia di Huamanga, in Perù. Si trova nella regione di Ayacucho e si estende su una superficie di 64,34 chilometri quadrati.

Istituito il 20 giugno 1955, ha per capitale la città di Ticllas; nel censimento del 2005 contava 2.325 abitanti.